# Cyclophatnus flavus
Cyclophatnus flavus är en stekelart som beskrevs av Cameron 1910. Cyclophatnus flavus ingår i släktet Cyclophatnus och familjen bracksteklar. Inga underarter finns listade i Catalogue of Life.